# 티화나 릭스
티화나 릭스(영어: Tijuana Ricks, 1978년 9월 19일 ~ )는 미국의 배우이다.

## 출연 작품
- 보이콰이어 (2014)
- 인보카머스 (2014)
- 기프티드 맨 (2011)
- 로열 페인즈 1 (2009)
- 새비지스 (2007)
- 로스트 걸: 잃어버린 딸 (2007)
- 건축가 (2006)
- Law & Order : 성범죄전담반 1 (1999)
- 법과 질서 (1990)
- 가딩 라이트 (1952)